# سیارک ۶۸۲۰
سیارک ۶۸۲۰ (به انگلیسی: 6820 Buil، نامگذاری:1985XS) شش هزار و هشتصد و بیستمین سیارک کشف شده‌است که در ۱۳ دسامبر ۱۹۸۵ کشف شد.
قدر مطلق سیارک برابر ۱۲٫۵۰ است.